# Bartłomiej Krauz
Bartłomiej Krauz (ur. 9 marca 1975 w Łańcucie) – polski akordeonista, chórzysta, nauczyciel, związany z warszawskim Kabaretem Moralnego Niepokoju.

## Życiorys
Edukację muzyczną rozpoczął w wieku 10 lat w Społecznym Ognisku Muzycznym w Markowej, skąd pochodzi. Następnie ukończył Państwową Szkołę Muzyczną I stopnia w Łańcucie i PSM II stopnia w Rzeszowie. W 1999 ukończył studia na Akademii Muzycznej w Warszawie.
Współpracował m.in. z Hadrianem Filipem Tabęckim, Krystyną Tkacz, Markiem Richterem czy Jackiem Bończykiem. Członek zespołu Kameleon pod kierownictwem Hadriana Filipa Tabęckiego. Regularnie występuje z warszawskim Kabaretem Moralnego Niepokoju. Jest chórzystą m.in. Chóru Kameralnego Warszawskiej Opery Kameralnej. Ponadto prowadzi klasę akordeonu w PSM I i II stopnia w Żyrardowie.